# Anita Brookner
Anita Brookner (Londen, 16 juli 1928 – 10 maart 2016) was een Engels romanschrijfster en historica.

## Leven en werk
Brookners ouders waren Pools-Joodse emigranten die na in de jaren twintig een tabaksfabriek begonnen in Engeland. Tijdens de oorlog veranderde haar moeder hun oorspronkelijke naam Brückner in Brookner, vanwege het heersende anti-Duitse sentiment. Brookner studeerde geschiedenis te King's College London en werd later de eerste vrouwelijke “Slade Professor’ (de oudste professorenrang) op de Universiteit van Cambridge. Voor haar werk als historica werd ze onderscheiden met de Orde van het Britse Rijk. 
Brookner was enig kind, trouwde nooit en verzorgde haar ouders tot op hoge leeftijd.
Brookner debuteerde op 53-jarige leeftijd met A Start In Life (1981) en publiceerde sindsdien praktisch elk jaar een nieuw boek. Haar vierde roman, Hotel du Lac (1984) werd onderscheiden met de Booker Prize. Brookner wordt beschouwd als een begaafd stiliste. Haar romans zijn sterk beïnvloed door haar persoonlijke levenservaringen en gaan in op thema’s als isolement, eenzaamheid en de moeilijkheid om je aan te passen aan de Britse samenleving. De hoofdpersonen zijn vaak intellectuele vrouwen uit de middenklasse, die moeten omgaan met emotioneel verlies (scheiding, dood) en vaak teleurgesteld zijn in de liefde. Veel personen in haar werk zijn ook van Joodse afkomst.
Brookner overleed op 87-jarige leeftijd en werd op 11 maart 2016 begraven zonder afscheidsplechtigheid, zoals ze dat wilde.